# Кінематограф Італії
Італійський кінематограф — кіномистецтво і кіноіндустрія Італії.

## Раннє кіно
21 квітня 1895 року в Турині публіці був показаний кінетоскоп Едісона, який став першим кінематографічним апаратом на території Італії. Незабаром послідував прихід «Синематографу» братів Люм'єр, відкритого в Римі 12 березня 1896. За ними з'явилися хронофотограф Жоржа Демени, театрограф Вільяма Поля і вітаскоп Едісона. Італійський винахід, «Кінетограф Альбертіні» не отримало розвитку через відсутність фінансування і виробничих можливостей.

## Період Фашизму
Прийшовши до влади, Муссоліні оголосив кіно «найсильнішою зброєю держави». Однак на відміну від німецького нацизму ідеологія захопила кіно не повністю. Завдяки міністру культури Луїджі Фредді, кіновиробництво користувалося значною автономією, а цензура практично обмежувалася документальними та освітніми стрічками. У 1923 році з'явився Інститут кіноосвіти Istituto Luce. В завдання якого входило в першу чергу виробництво новин, які вихваляють лідера, прогрес Італії, зростання промисловості і врожай пшениці. До ідеологічної хроніки відносяться «Муссоліні», «У світлі Риму». Незалежне кіно продовжило перервані війною традиції в картинах «Сірано де Бержерак» (1924) і «Мачісте в пеклі» (італ. Maciste all'inferno, 1926), які проте не досягли очікуваного успіху. Найбільший фашистський фільм «Сонце» режисера Алессандро Блазетті отримав визнання критики, але глядачів зібрав мало. В основі як цього, так і інших фільмів даного періоду лежало оспівування простого фермерського життя і критика капіталізму, заснованого на позиках у землевласників.

## Неореалізм
Протягом «нового реалізму», який виник в післявоєнний період з 1945 по початок 50-х, стало завдання культурного і соціального оновлення, і поряд з Французькою новою хвилею зробило сильний вплив на розвиток кінематографа всього ХХ століття. У 1949 році з'являється Національний кіноархів (італ. Cineteca Nazionale). Естетичні принципи неореалізму виклав кінотеоретік Дзаваттіні в «Деяких думках про кіно» (1951) та інших роботах. Слідом прийшов період «рожевого неореалізму» («Дон Камілло», «Хліб, любов і фантазія», «Красиві, але бідні»), почасти викликаний зміною політичного клімату. Він дедалі більше схиляється до легкого жанру (як у комедіях Маріо Монічеллі, наприклад, — «Зловмисники, як завжди, залишилися невідомі»). Кіно стає більш ринковим, хоча і режисери не втрачають власного почерку. Завдяки славі у цьому жанрі, актриси Джина Лоллобріджида, Сільвана Мангано, Сільвана Пампаніні і Софі Лорен дали народження італійській системі зірок, відмінної від Голлівуду.

## 1960-ті роки
До початку 60-х італійські картини, завдяки зниженню імпорту із США, збільшили свою частку на ринку і стали виходити в міжнародний прокат. Серед них були фільми жахів — так звані джалло («Дівчина, яка занадто багато знала»), комедії («Розлучення по-італійськи») і міфологічні епопеї — пеплуми («Подвиги Геракла»), багато хто з фільмів були спільного виробництва («Генерал Делла Ровере» реж. Роберто Росселліні). У 1962 році Діно Де Лаурентіс вибудував кілька студій недалеко від Риму. Італія стала найбільшим кіномайданчиком в Західній Європі.

## 1970-ті роки
Починаючи з 1969 року в Італії почався період відомий як «Свинцеві часи» (італ. Anni di piombo), Що тривав до початку 1980-х. Виник пов'язаний з тероризмом жанр поліцейських фільмів (італ. poliziesco). У цьому жанрі були зняті картини «Відділ виконання покарань» (1972); «ясновельможних трупи» (1976); частково він проявився в комедіях по-італійськи: «Кусай і біжи» (1973); «Хочемо полковників» (1973); «Дорогий Мікеле» (1976) та інші.

## Період спаду 1980-х і 1990-х
До середини вісімдесятих кіновиробництво скоротилося до 90 фільмів на рік, а поширення масового телебачення, незважаючи на фінансову підтримку уряду, призвело до закриття кінотеатрів. Зокрема у 1985 році працювало майже 5000 кінотеатрів, в 1998 році їх число скоротилося до 2600. Частка ринку італійського кіно в Італії в середині 1970-х становила 60 %, але до 1993 року вона впала до 13 %. Частина режисерів, акторів, техніків, гримерів і операторів емігрували з країни. Почався затяжний спад кінематографа, який тривав до початку століття. На цьому тлі Фелліні зняв останній фільм «Голос Місяця» (1990), Бертолуччі переключився на міжнародні проекти, брати Тавіані продовжують історико-ідеологічне кіновиробництво, Етторе Скола знімає картину «Сім'я» (1986), Пупі Аваті виділяється комедіями: «Шкільна прогулянка» (1983) та «Різдвяний подарунок» (1986).

## XXI століття
Наприкінці дев'яностих до 2011 року кінематограф переживає значне пожвавлення. Число кіноглядачів збільшилося з 10 до 40 млн на рік. Частка національного кінематографа на екранах досягла 37 %, що стало найвищим показником в Європі. Державні асигнування скоротилися з 60 до 12 %. Відмічені фестивальними призами стрічки «Світло моїх очей» (2001, реж. Джузеппе Піччіоні), «Кімната сина» (2001, реж. Нанні Моретті), «Подорож під назвою любов» (2002, реж. Мікеле Плачідо), «Звір у серці» (2005, реж. Христина Коменчіні), "Материк "(реж. Емануеле Кріалезе), «Цезар має померти» (реж. брати Тавіані), «Це був син» (реж. Даніеле Чіпрі).